# Wyścigowe Samochodowe Mistrzostwa Polski 2007
Sezon 2007 był pięćdziesiątym pierwszym sezonem Wyścigowych Samochodowych Mistrzostw Polski.

## Kalendarz
Źródło: pzm.pl
| Data             | Tor             | Miejsce        |
| ---------------- | --------------- | -------------- |
| 13–14 kwietnia   | Tor Poznań      | Poznań         |
| 27–29 kwietnia   | Masaryk Circuit | Brno           |
| 18–19 maja       | Tor Poznań      | Poznań         |
| 1–2 czerwca      | Tor Kielce      | Miedziana Góra |
| 10–12 sierpnia   | Autodrom Most   | Most           |
| 25–26 sierpnia   | Tor Poznań      | Poznań         |
| 6–7 października | Tor Poznań      | Poznań         |

## Mistrzowie
Źródło: chronopn.neostrada.pl
| Klasa             | Kierowca                                            | Samochód            | Zespół                                                 |
| ----------------- | --------------------------------------------------- | ------------------- | ------------------------------------------------------ |
| DSMP              | Robert Lukas Maciej Marcinkiewicz                   | Porsche 997         | STT Racing 1                                           |
| DSMP H-3500       | Robert Kisiel Jean-Claude Laruelle Mariusz Miękoś   | SEAT León           | Robert Kisiel                                          |
| DSMP H-2000       | Rafał Rulski Konrad Kubiak                          | Honda Civic         | Rafał Rulski                                           |
| DSMP H-1600       | Dariusz Nowicki Kamil Raczkowski Klaudia Podkalicka | Dacia Logan         | Prins Polish Racing Team                               |
| DSMP H-1400       | Sebastian Kołakowski Paweł Wysmyk Marcin Ułasewicz  | Formuła X Sport     | Kołakowski-Ułasewicz                                   |
| DSMP H-1150       | Tomasz Strozik Mariusz Białek                       | Fiat Cinquecento    | Strozik-Białek                                         |
| Grand Prix Polski | Robert Lukas                                        | Porsche 997 GT3 Cup | Automobilklub Kielecki - STT Racing                    |
| H-3500            | Mateusz Lisowski                                    | SEAT León           | Automobilklub Rzemieślnik                              |
| H-2000            | Karolina Czapka                                     | Renault Clio        | Automobilklub Wielkopolski - Kartex Karolina Autosport |
| GN H-1600         | Krzysztof Kijas jr                                  | Honda Civic         | Automobilklub Częstochowski                            |
| GN H-1400         | Maciej Garstecki                                    | Fiat Panda          | Automobilklub Wielkopolski                             |
| GN H-1150         | Daria Dziwisz                                       | Fiat Cinquecento    | Automobilklub Wielkopolski                             |
| Formuła F-2000    | Michał Gil                                          | Reynard 913         | Automobilklub Kielecki                                 |
| Formuła E-2000    | Lubomír Glogar                                      | Eufra               |                                                        |